# Shadow Zone (album)
Shadow Zone deveti je studijski album njemačkog heavy metal gitarista Axela Rudija Pella. Diskografska kuća Steamhammer objavila ga je 29. travnja 2002.

## Popis pjesama
Tekstovi i glazba: Axel Rudi Pell. 
| 1.    | »The Curse of the Chains (Intro)« (instrumentalna skladba) | 1:26 |
| 2.    | »Edge of the World«                                        | 5:18 |
| 3.    | »Coming Home«                                              | 7:03 |
| 4.    | »Live for the King«                                        | 8:15 |
| 5.    | »All the Rest of My Life«                                  | 8:04 |
| 6.    | »Follow the Sign«                                          | 4:29 |
| 7.    | »Time of the Truth«                                        | 8:20 |
| 8.    | »Heartbreaker«                                             | 6:42 |
| 9.    | »Saint of Fools«                                           | 4:59 |
| 10.   | »Under the Gun«                                            | 6:48 |
| 61:24 |                                                            |      |

## Zasluge
Axel Rudi Pell
- Mike Terrana – bubnjevi
- Volker Krawczak – bas-gitara
- Ferdy Doernberg – klavijature
- Axel Rudi Pell – gitara
- Johnny Gioeli – vokal

Ostalo osoblje
- Charlie Bauerfeind – miks
- Ulf Horbelt – mastering
- Marc Klinnert – naslovnica
- Axel Jusseit – fotografije
- Klaus Heinrich – dizajn, umjetnički smjer
- Ulrich Pösselt – produkcija, inženjer zvuka